# Paulino Lopes da Costa
Paulino Lopes da Costa (Cuiabá, 10 de janeiro de 1904- data de morte desconhecida) foi um contabilista e político brasileiro que foi senador (1960-1967) e deputado federal (1971-1975) pelo Mato Grosso.

## Biografia
Filho de João Lopes da Costa e Elisa Figueiredo Costa. Fundou o Sindicato Rural de Corumbá e ingressou na política pela UDN sendo eleito suplente do senador Correia da Costa em 1958 e efetivado após a eleição do titular para governador de Mato Grosso em 1960. Após o bipartidarismo escolheu a ARENA sendo o seu primeiro presidente regional e por cuja legenda foi eleito deputado federal em 1970.